# Suryavarman II

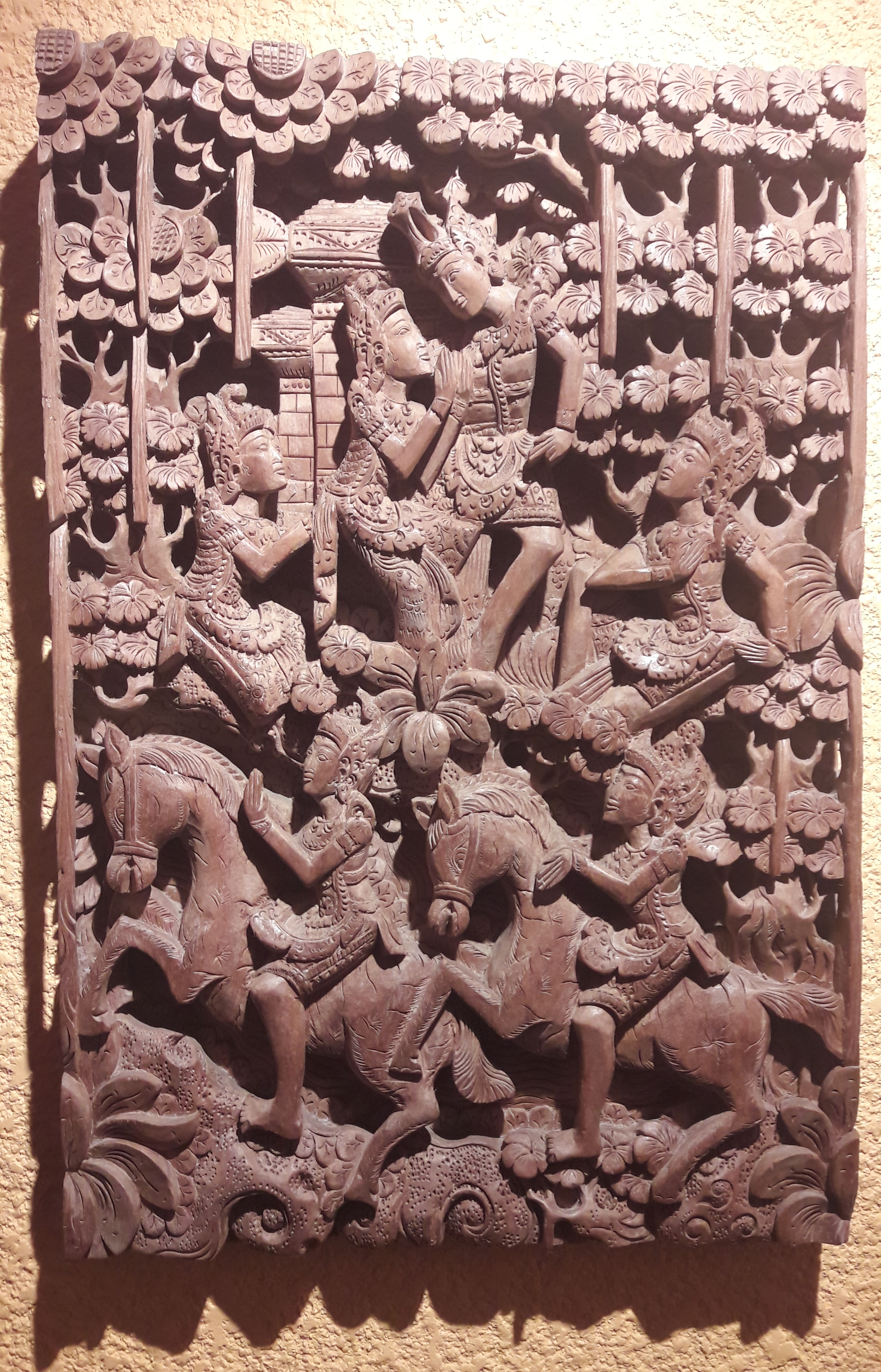
Suyavarman II acompañado de 5 de sus esposas (Colección Privada J.C. Azcárate)

Suryavarman II (Jemer: សូរ្យវរ្ម័នទី២), llamado póstumamente Paramavishnuloka, fue un rey Jemer desde 1113 hasta 1145-1150 y el constructor de Angkor Wat, el monumento religioso más grande del mundo dedicado al dios hindú Vishnu.
La arquitectura monumental durante su reinado, las numerosas campañas militares y la restauración de un gobierno fuerte han llevado a los historiadores a clasificar a Suryavarman como uno de los grandes reyes del imperio.

## Inicios
Suryavarman parece haber crecido en una finca provincial, en un momento de debilidad en el imperio jemer. Una inscripción enumera a su padre como el príncipe Ksitindraditya y a su madre como Narendralakshmi, siendo sobrino nieto del lado materno de los reyes Jayavarman VI y Dharaindra Varman I. Como joven príncipe, maniobró por el poder, afirmando que tenía un reclamo legítimo al trono.
"Al final de sus estudios", afirma una inscripción, "aprobó el deseo de la dignidad real de su familia". Parece haber tratado con un demandante rival de la línea de Harshavarman III, probablemente Nripatindravarman, que dominaba en el sur, y posteriormente se rebelaría contra el anciano y en gran medida ineficaz rey Dharaindravarman I, su tío abuelo. "Dejando en el campo de combate un océano de ejércitos, libró una batalla terrible", dice una inscripción. "Saltando sobre la cabeza del elefante del rey enemigo, lo mató, como Garuda al borde de una montaña matando a una serpiente". Los estudiosos no se han puesto de acuerdo sobre si esta inscripción se refiere a la muerte del reclamante del sur o del rey Dharanindravarman. Suryavarman II también envió una misión a la dinastía Chola del sur de India y presentó una piedra preciosa al Emperador Chola Kulothunga Chola I en 1114.
Suryavarman fue entronizado en 1113. Un sabio brahmán anciano llamado Divakarapandita supervisó las ceremonias, siendo esta la tercera vez que el sacerdote oficiaba la coronación. Las inscripciones registran que el nuevo monarca estudió rituales sagrados, celebró festivales religiosos y dio obsequios al sacerdote, como palanquines, abanicos, coronas, cubos y anillos. El sacerdote se embarcó en un largo recorrido por los templos del imperio, incluida la cima de la montaña Preah Vihear, que le proporcionó una estatua dorada de Shiva bailando. La coronación formal del rey tuvo lugar en 1119, con Divakarapandita nuevamente realizando los ritos.
Las dos primeras sílabas en el nombre del monarca son una raíz del idioma sánscrito que significa "sol". Varman es el sufijo tradicional de la dinastía Pallava que generalmente se traduce como "escudo" o "protector", y fue adoptado posteriormente por los linajes reales jemeres.

## Reinado

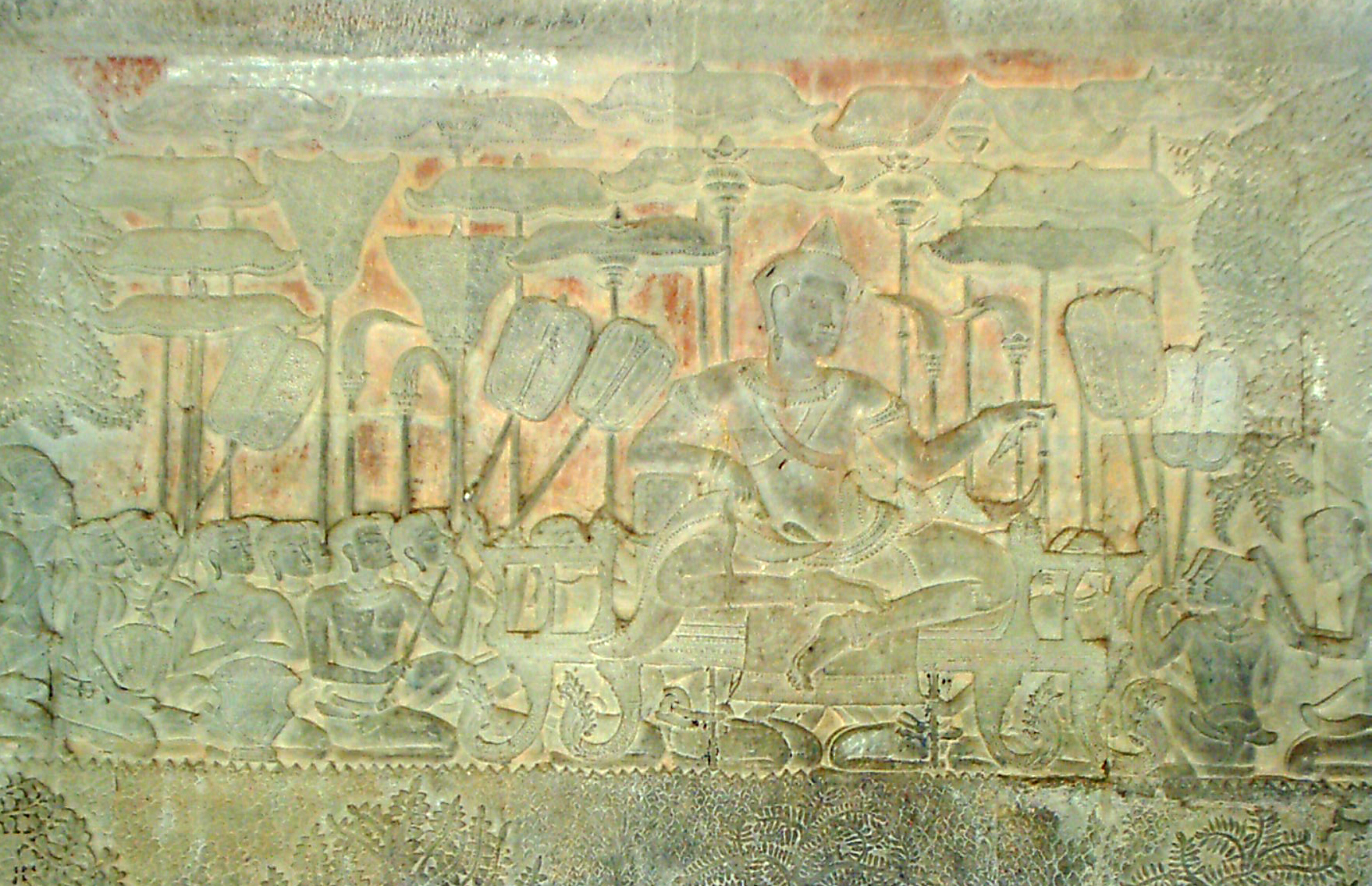
Suryavarman II representado en un bajo relieve en Angkor Wat.

Durante sus décadas en el poder, el rey reunió nuevamente al imperio de los jemeres mientras los reinos vasallos le rendían tributo. Organizó grandes operaciones militares en el este contra los champas, pero en gran medida no tuvieron éxito.
Inscripciones en el vecino estado indianizado de Champa y relatos dejados por escritores en Đại Việt, un estado precursor de Vietnam, dicen que Suryavarman organizó tres ataques importantes pero infructuosos en la provincia de Nghệ An y la provincia de Quảng Bình, a veces con el apoyo de Champa. En 1128, se dice que dirigió a 20 000 soldados contra la dinastía Lý de Vietnam, pero fueron derrotados y expulsados. Al año siguiente envió una flota de más de 700 barcos para atacar su costa. En 1132, las fuerzas combinadas de los camboyanos y Champa invadieron nuevamente, con un intento final en 1138, sin éxito real. En 1133, el gran comandante Lý Dương Anh Nhị dirigió una expedición a los territorios jemer, pero su ejército se retiró más tarde debido a un clima y un terreno desconocidos. Más tarde, el rey Cham Jaya Indravarman III hizo las paces con la corte de Lý y se negó a apoyar más ataques. En 1145, Suryavarman parece haber invadido Champa, derrotó a su rey Jaya Indravarman III y saqueó la capital Vijaya. En el trono de Cham colocó a un nuevo rey, Harideva, que se dice que era el hermano menor de la esposa del gobernante jemer. En los combates posteriores, las fuerzas de Champa recuperaron la capital y mataron a Harideva. Una expedición final en 1150 terminó en una retirada desastrosa.
En occidente, las expediciones contra los reinos de los mon en las zonas fluviales del río Chao Phraya tampoco fueron exitosas.
Además de la guerra, Suryavarman practicó la diplomacia, reanudando las relaciones formales con China en 1116. Un relato chino del siglo XIII dice que la embajada jemer tenía 14 miembros, que después de llegar a suelo chino recibieron vestimentas especiales de la corte. “Apenas habíamos llegado para contemplar de cerca tu gloria, y ya estábamos llenos de tus beneficios”, se cita a uno de los embajadores que le dijo al emperador chino. La embajada se fue a casa al año siguiente. Otra embajada fue enviada en 1120; y en 1128, el emperador confirió altas dignidades al gobernante jemer, considerándolo "gran vasallo del imperio". Se examinaron y reglamentaron los problemas relacionados con el comercio entre los dos estados.  

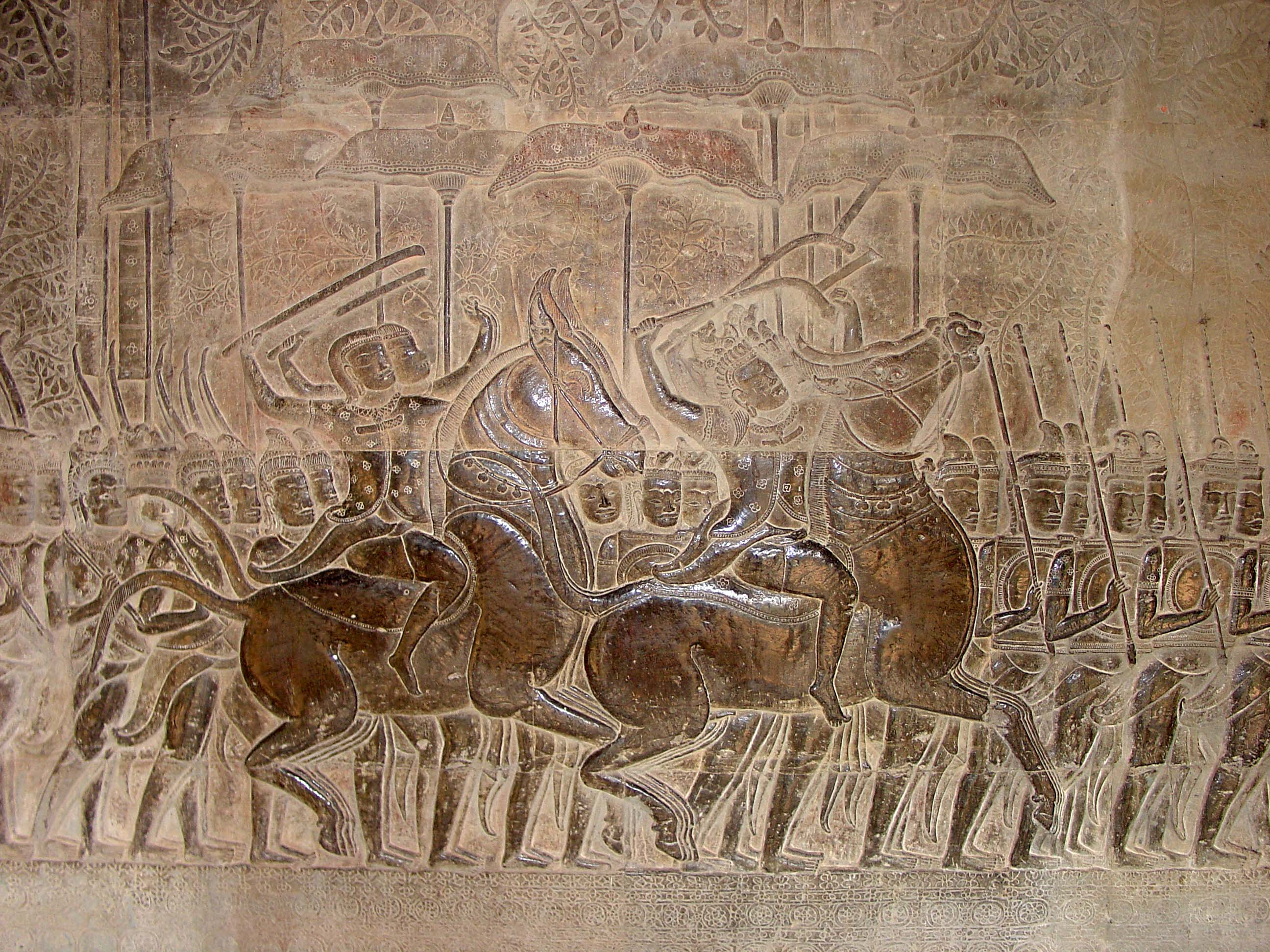
Relieve militar en Angkor Wat

Su reinado del rey vio grandes innovaciones en el arte y la arquitectura, ya que presidió la construcción de Angkor Wat, el templo más grande jamás construido en la capital y, en muchas mentes modernas, la última obra maestra de la arquitectura jemer. Sus cinco torres centrales evocan los picos del monte Meru, hogar de los dioses hindúes. Resplandecía con más de 1860 apsara talladas, o ninfas celestiales, y cientos de metros de elaborados bajorrelieves que representan las leyendas hindúes y escenas de la vida contemporánea. Otros templos que datan de su reinado incluyen Banteay Samre, Thommanon, Chau Say Tevoda, Wat Athvea y, al este de la capital, el enorme complejo Beng Mealea. Suryavarman se casó, pero no existe ningún registro de los nombres de sus esposas. Él fue inusual entre los reyes jemeres al hacer de Vishnu en lugar de Shiva el centro de la vida religiosa de la corte. Se desconocen las razones de esta decisión. Los eruditos han debatido durante mucho tiempo si su asociación con Vishnu ayuda a explicar por qué Angkor Wat mira hacia el oeste, la dirección cardinal con la que está asociado Vishnu, en lugar de la orientación común de los templos jemeres del este.  
Suryavarman II es el primer rey jemer representado en el arte. Un bajorrelieve en la galería sur de Angkor Wat se lo muestra sentado en una elaborada tarima de madera cuyas patas y barandillas están talladas para parecerse a las serpientes naga. En su cabeza tiene una diadema puntiaguda y sus orejas tienen colgantes, el monarca también lleva tobilleras, brazaletes y pulseras. Su mano derecha sostiene lo que parece ser una pequeña serpiente muerta; cuyo significado no está claro. Su torso se curva con gracia, sus piernas dobladas debajo de él. La imagen general que se proyecta es de serenidad y comodidad con poder y posición.  
Su imagen es parte de un retrato único y detallado de la vida de la corte en el período de Angkor. El contenido de la escena parece estar en exteriores, en medio de un bosque. Los asistentes se encuentran arrodillados mientras sostienen sobre el monarca una profusión de abanicos, batidores y parasoles que denotan rango. Las princesas se transportan en palanquines elaboradamente tallados. Los sacerdotes brahmanes con bigotes miran, algunos de ellos aparentemente preparan los elementos para una ceremonia. A la derecha del monarca, un cortesano se arrodilla, aparentemente presentando algo. Los consejeros miran arrodillados, algunos con las manos sobre el corazón en un gesto de reverencia. A la derecha vemos una elaborada procesión, con criados haciendo sonar caracolas, tambores y un gong. Sobre los hombros se lleva un arca con el fuego real, símbolo del poder.  
Más adelante, en la galería, se muestra el poderío militar de Suryavarman. Los comandantes con armaduras y armas se colocan encima de feroces elefantes de guerra, con filas de soldados de infantería debajo, cada uno sosteniendo una lanza y un escudo. Uno de los comandantes es el propio rey, mirando por encima del hombro derecho, el pecho cubierto con una armadura y un arma afilada en la mano derecha.

## Muerte y sucesión
La evidencia inscripta sugiere que Suryavarman II murió entre 1145 y 1150, posiblemente durante una campaña militar contra Champa. Fue sucedido por Dharanindravarman II, un primo, hijo del hermano de la madre del rey. Comenzando un período de gobierno débil y de enemistades.
Suryavarman recibió el nombre póstumo de Paramavishnuloka (lit. Él, que ha entrado en el mundo celestial de Vishnu). Angkor Wat parece haberse completado solo después de su muerte.
Una escultura moderna que adapta la imagen de su corte en los bajorrelieves de Angkor Wat recibe hoy a los visitantes que llegan al aeropuerto de Siem Reap. Las sombrillas albergan esta imagen del rey, como lo hicieron al verdadero Suryavarman hace casi nueve siglos atrás.